# Kosmos 2523
Kosmos 2523, ruski satelit inspektor iz programa Kosmos. Vrste je Napraženije (br. 1). Cjelovita namjena nije poznata široj javnosti.
Lansiran je skupa sa satelitom Kosmos 2519 23. lipnja 2017. godine s kozmodroma Pljesecka, s mjesta 43/4. Lansirani su u nisku orbitu oko planeta Zemlje raketom nosačem Sojuz-2.1v/Volga. 
Kosmos 2519 ispustio je planski Kosmos 2521 23. kolovoza 2017. godine, Kosmos 2523 se odvojio od Kosmosa 2521 listopada 2017. godine.
Kosmosu 2523 orbita je 554 km u perigeju i 653 km u apogeju. Orbitni nagib mu je 97,88°. Spacetrackov kataloški broj je 42986. COSPARova oznaka je 2017-037-E. Zemlju obilazi u 96,86 minuta. Pri lansiranju bio je mase kg.
Kosmos 2521 ispao je iz orbite 12. rujna 2019. godine. Razgonski blok (međuorbitni tegljač) Volga 14S46 br. 3 ispao je iz niske orbite, a Blok-I 14S54/RD-0110 ostao je kružiti u niskoj orbiti, znatno nižeg perigeja od glavnog satelita.

## Vanjske poveznice
- Состав группировки КНС ГЛОНАСС на 28.01.2012г Состояние ОГ (rus.)
- Glonass  Arhivirana inačica izvorne stranice od 18. lipnja 2006. (Wayback Machine) (rus.)
- Glonass Constellation Status (engl.)
- N2YO.com Search Satellite Database (engl.)
- Celes Trak SATCAT Format Documentation (engl.)